# Elecciones estatales de Berlín de 1946
La  primera elección estatal de Berlín se realizó  el 20 de octubre de 1946, y fue primera y última elección global de Berlín durante el período comprendido entre el final de la Segunda Guerra Mundial y la reunificación alemana. En estas elecciones no se eligió a la Cámara de Diputados de Berlín, sino al Berliner Stadtverordnetenversammlung, parlamento de la ciudad en aquel entonces.
El claro ganador de las elecciones fue el SPD bajo Otto Ostrowski, que con un 48,7%, y 63 de 130 escaños se convirtió en el partido más votado, a pesar de perder la mayoría absoluta que ostentaba en el parlamento designado por las fuerzas de ocupación soviéticas.  En segundo lugar llegó la CDU con su candidato Ferdinand Friedensburg con el 22,2% de los votos y 29 escaños. El SED, formado producto de la fusión del SPD con el KPD en la zona de ocupación soviética, sufrió una aplastante derrota con el 19,8% de los votos y 26 escaños. El 9,3% restante de los votos fue emitido para el LDP, que recibió doce escaños.
La participación fue del 92,3%. El resultado mostró un claro rechazo de los berlineses hacia las fuerzas de ocupación soviéticas.
El Parlamento decidió elegir a Ernst Reuter como alcalde, formando este una coalición negro-rojo-amarillo del SPD, la CDU y el LDP, lo que significó entrar en conflictos con la ocupación soviética, ya que de esta manera el SED se convirtió en el único partido de oposición. En 1948, el SED, que se comportó muy agitadamente durante la legislatura, perdió su representación parlamentaria ya que no participó en los siguientes comicios.

## Resultados
Los resultados fueron:
| Resultados            | Resultados            | Resultados | Resultados | Resultados |
| --------------------- | --------------------- | ---------- | ---------- | ---------- |
| Hab. inscritos        | Hab. inscritos        | 2.307.122  |            | Escaños    |
| Participación         | Participación         | 2.128.677  | 92,3 %     |            |
|                       | SPD                   | 1.015.609  | 48,7 %     | 63         |
|                       | CDU                   | 462.425    | 22,2 %     | 29         |
|                       | SED                   | 412.582    | 19,8 %     | 26         |
|                       | LDP                   | 149.722    | 9,3 %      | 12         |
| Total (votos válidos) | Total (votos válidos) | 2.085.338  | 100,0 %    | 130        |